# Aeroprofil krila
Aeroprofil je poprečni presjek krila, komandnih površina, elisa ili rotora helikoptera. Aerodinamički je oblikovana površina koja ostvaruje uzgon potreban za let zrakoplova uz što manji otpor.
Aeroprofili mogu biti simetrični, koje srednja linija aeroprofila (1) dijeli na dva jednaka dijela i svi ostali, nesimetrični aeroprofili. 

### Linije aeroprofila
Ovisno o debljini i vrsti aeroprofila linije se mogu i ne moraju poklapati.
- "Skeletna" linija je linija koja spaja središta ucrtanih kružnica u aeroprofil (2).

- Tetiva "skeletne" linije je pravac koji koji spaja njene krajnje točke (3). To je osnovna linija aeroprofila pomoću koje se određuje napadni kut krila. Dijeli se na 100 jednakih dijelova (%).

Omjer koji se dobije dijeljenjem razmaka krila sa srednjom geometrijskom tetivom krila naziva se vitkost krila (eng.:Aspect ratio) i označava se brojem.
- Srednja linija aeroprofila je linija koja prolazi kroz polovišta okomica na tetivu aeroprofila. To je ujedno i najduža linija aeroprofila.

### Oblici aeroprofila
Prilikom izrade planova za novi zrakoplov istražuje se i oblik aeroprofila koji će najbolje odgovarati njegovom tipu i namjeni. Na slici su prikazani aeroprofili koje je razvijala NACA (prethodnica NASA-e) od 1908. do 1944. godine.